# Fistful of Metal
Fistful of Metal — дебютний студійний альбом американського треш-метал гурту Anthrax, випущений у січні 1984 року лейблом Megaforce Records (лише в США) та Music for Nations на міжнародному рівні. Альбом містить кавер на пісню Еліса Купера «I'm Eighteen». Це єдиний альбом гурту, в якому брали участь: оригінальний вокаліст Ніл Турбін і оригінальний бас-гітарист Ден Лілкер, яких замінили Метт Феллон (і згодом третій вокаліст Джоуї Беладонна) і Френк Белло, відповідно.

## Передісторія
Однокласники Денні Лілкер і Скотт Ян заснували Anthrax у 1981 році в Нью-Йорку. Вони обидва грали на гітарі, але Лілкер перейшов на бас, коли вони не змогли знайти басиста. У 1982 році, після деяких змін у складі до Anthrax приєднався вокаліст Ніл Тербін. Барабанщик Чарлі Бенанте та соло-гітарист Ден Шпітц приєдналися в 1983 році. Anthrax записали демо з п'яти треків на початку 1983 року, що призвело до того, що гурт підписав контракт з Megaforce Records Джона Зазули. Лейбл випустив семидюймовий сингл «Soldiers of Metal / Howling Furies», який розійшовся тиражем 3000 копій за два тижні. Fistful of Metal був записаний у Pyramid Sound Studios, що Ітаці, Нью-Йорк, і спродюсований Карлом Кенеді, барабанщиком The Rods. Альбом був випущений у січні 1984 року лейблом Megaforce у США, Music for Nations у Великій Британії та Roadrunner у Європі.
Незабаром після випуску Fistful of Metal, Лілкер був звільнений Anthrax. Група найняла племінника Чарлі Бенанте, Френка Белло, як заміну Лілкеру. Тербін став співавтором більшості треків з альбому(а також трьох пісень з наступного альбому гурту — Spreading the Disease). Тербіна вигнали з гурту через кілька тижнів після шоу Roseland Ballroom з Metallica.
Колишній гітарист гурту Грег Воллс заявив, що він був шокований тим, що альбом був випущений без згадки про те, що він є основним автором пісень «Panic» і «Metal Thrashing Mad», а також співавтором інших пісень альбому.

## Відгуки
Відгуки про Fistful of Metal були неоднозначними. Ксав'єр Рассел з Kerrang! назвав його чудовим дебютним альбомом із піснями, які були зіграними «зі швидкістю сто миль на годину», що правда, які могли бути «трохи оригінальнішими». Стів Г'юї з AllMusic заявив, що Anthrax ще не знайшли свого характерного стилю і звучачи більше як кавер-група Judas Priest, а тексти пісень використовують стериотипи хеві-металу. Канадський журналіст Мартін Попофф високо оцінив гарний звук і «майже оперний анти-треш-вокал» Тербіна, вважаючи, що альбом відповідальний за "повернення Нью-Йорка на метал-мапу США. Термін треш-метал був вперше використаний у музичній пресі журналістом Kerrang! Малкольмом Доумом, посилаючись на пісню «Metal Thrashing Mad».
Незважаючи на визнання, Fistful of Metal вважається одним із найменш представлених студійних альбомів у кар'єрі Anthrax. Більшість пісень з альбому рідко виконувалися наживо після того, як група здобула популярність з наступними двома альбомами, Spreading the Disease та Among the Living.
У 1986 році альбом був заборонений у Німеччині Федеральним департаментом у справах медіа, шкідливих для молоді, через насильницьку обкладинку. Термін дії заборони закінчився.

## Треклист
| Side one | Side one                               | Side one   |
| #        | Назва                                  | Тривалість |
| -------- | -------------------------------------- | ---------- |
| 1.       | «Deathrider»                           | 3:10       |
| 2.       | «Metal Thrashing Mad»                  | 2:39       |
| 3.       | «I'm Eighteen» (кавер на Еліса Купера) | 4:02       |
| 4.       | «Panic»                                | 3:58       |
| 5.       | «Subjugator»                           | 4:38       |

| Side two | Side two                                   | Side two   |
| #        | Назва                                      | Тривалість |
| -------- | ------------------------------------------ | ---------- |
| 6.       | «Soldiers of Metal»                        | 2:55       |
| 7.       | «Death from Above»                         | 5:00       |
| 8.       | «Anthrax»                                  | 3:24       |
| 9.       | «Across the River» (інструментальный трек) | 1:26       |
| 10.      | «Howling Furies»                           | 3:55       |
| 35:33    |                                            |            |

## Учасники запису
Інформація взята з приміток альбому.

### Anthrax
- Ніл Тербін — вокал
- Ден Шпіц — соло-гітара, ритм-гітара на треку 3
- Скотт Ян — ритм-гітара (у всіх треках, крім «I'm Eighteen»)
- Денні Лілкер — бас-гітара
- Чарлі Бенанте — ударні

### Інші
- Джон Зазула — виконавчий продюсер
- Карл Кенеді — продюсер
- Кріс Бубач — звукоінженер
- Алекс Періалас — помічник звуокінженера
- Джек Скіннер — мастеринг
- Crazed Management — менеджмент
- Кент Джошпе — ілюстрації
- Sharold Studios — обкладинка